# 愛情速可達
是2011年美國的一部浪漫喜劇電影，也是湯姆·漢克斯执导的第二部电影。主演是湯姆·漢克斯和茱莉亞·羅伯茨。在2011年7月1日于美國和加拿大首映。

## 剧情
讲述原本在超市工作的拉瑞由于学历不高而被迫离职后，进入一所社区大学学习演讲与经济学课程，因此收获知识和爱情的故事。

## 演员
- 湯姆·漢克斯 飾演 賴瑞·克朗（Larry Crowne）
- 茱莉亞·羅勃茲 飾演 梅西蒂絲·泰諾（Mercedes Tainot），社区大学的老师，后与拉瑞相恋
- 西德里克 飾演 拉瑪（Lamar）
- 塔拉吉·P·亨森 飾演 貝拉（B'Ella）
- 古古·玛芭塔-劳 飾演 塔莉亞（Talia）
- 威爾默·萬德拉瑪 飾演 戴爾·高多（Dell Gordo）
- 布萊恩·克萊斯頓 飾演 狄恩·泰諾（Dean Tainot）
- 潘·葛利爾 飾演 法蘭西絲（Frances）
- 雷米·馬利克 飾演 史蒂夫·狄比亞西（Steve Dibiasi）
- 瑪麗亞·卡納爾斯·巴雷拉 飾演 拉拉·皮奈多（Lala Pinedo）
- 麗塔·威爾遜 飾演 威爾瑪·Q·甘梅爾加（Wilma Q. Gammelgaard）※湯姆·漢克斯實際的第二任妻子
- 喬治·竹井 飾演 松谷愛德博士（Dr. Ed Matsutani），社区大学经济学教授
- 西·理查森 飾演 艾維瑞（Avery）
- 戴爾·戴 飾演 考克斯（Cox）
- 伊恩·哥梅茲 飾演 法蘭克（Frank）
- 馬爾康·巴雷特 飾演 戴維·麥克（Dave Mack）
- 徹特·漢克斯 飾演 比薩送貨員（Pizza Delivery Boy）※湯姆‧漢克斯實際的兒子，在劇中賴瑞（湯姆）稱呼他是用兒子的本名徹斯特（Chester）
- 妮亞·凡達洛斯 飾演 地圖精靈（Map Genie）(voice)
- 瓊·西達 飾演 戴亞蒙主任（Officer Diamond）

## 外部連結
- 官方网站
- 互联网电影数据库（IMDb）上《愛情速可達》的资料（英文）
- 爛番茄上《愛情速可達》的資料（英文）
- 豆瓣电影上《愛情速可達》的資料 （简体中文）
- AllMovie上《愛情速可達》的资料（英文）
- Box Office Mojo上《愛情速可達》的資料（英文）
- Metacritic上《愛情速可達》的資料（英文）